# Busscar
Carbuss Industria Catarinense de Carrocerías Ltda. (anteriormente conocida como Busscar Ônibus S.A.) fue una empresa carrocera de autobuses brasileña con sede en la ciudad de Joinville, estado de Santa Catarina, cuya capital es Florianópolis, ubicado en el centro de la región Sur del país.

## Historia
Fundada el 17 de septiembre de 1946, Busscar significa "Carrocería (car) de Ómnibus (Buss)" en alemán. La empresa, perteneciente a la familia Nielson, contaba con terrenos industriales que cubrían un 1 millón de metros cuadrados, con construcciones de 84000 m². La empresa manufacturaba buses urbanos, interurbanos y trolleybus. La firma se declaró en quiebra el 15 de noviembre del 2012, ante un juzgado local.
El juez de la Corte Civil 5 de Joinville, Walter Junior Santin, aprobado en la decisión final el 21 de marzo de 2017, la compra de la fábrica de Joinville. Para el negocio va a ser depositado R$ 9.4 millones en efectivo y otros R$ 57.74 millones a pagar en 52 cuotas con la corrección monetaria. Finalmente, el 13 de junio de 2017, accionistas de CAIO-Induscar compran la firma Brasileña. El nombre de la nueva carrocera es Nova Busscar (que operará bajo la razón social de Carbuss), quien está en proceso de instalación en Joinville.

### Busscar en México
En los 90 incursiona en México asesorando a la empresa MASA y en 1999 adquiere la empresa Ómnibus Integrales, con sede en la ciudad de Aguascalientes, y comienza a introducir algunos de sus modelos para el mercado mexicano. 

El final de Busscar Onibus y el surgimiento de Busscar de Colombia
Todas las filiales de la empresa cerraron, a excepción de una que logró mantenerse, la presente en Colombia. De esta forma nace Busscar de Colombia, la cual nace de la fusión de Busscar Onibus y Carrocerías de Occidente. Fue así como en el año 2014, la filial colombiana compra la totalidad de la participación de la empresa brasileña.

### Carbuss, la Nueva Busscar
En junio de 2017, accionistas de CAIO-Induscar, compraron la extinta firma brasileña (Junto con las patentes de los modelos de autobuses de Busscar) formando a Carbuss, una nueva carrocera que comenzó sus operaciones en la ex-planta de producción de Busscar en Joinville a partir de la segunda mitad de 2018, fabricando únicamente autobuses de línea Carretera. Las relaciones de esta nueva carrocera con CAIO-Induscar y con Busscar de Colombia S.A, aún son desconocidas, pero, debido a la disolución de la empresa Busscar Onibus S.A., la empresa Busscar de Colombia S.A.S mantiene su producción de forma independiente ahora retraída al mercado doméstico, exportando a menor escala y reteniendo en algunos países los derechos de comercialización del nombre Busscar por lo que la carrocera de Brasil se ve obligada a entrar bajó el nombre de BSC.

## Productos descontinuados

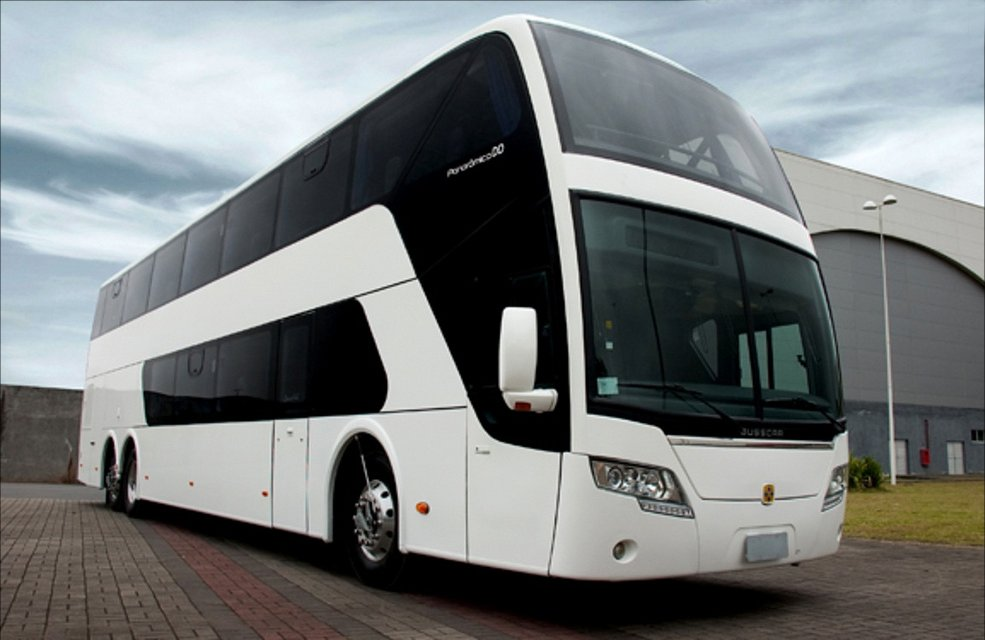
Lanzamiento del Panorámico DD en 2009

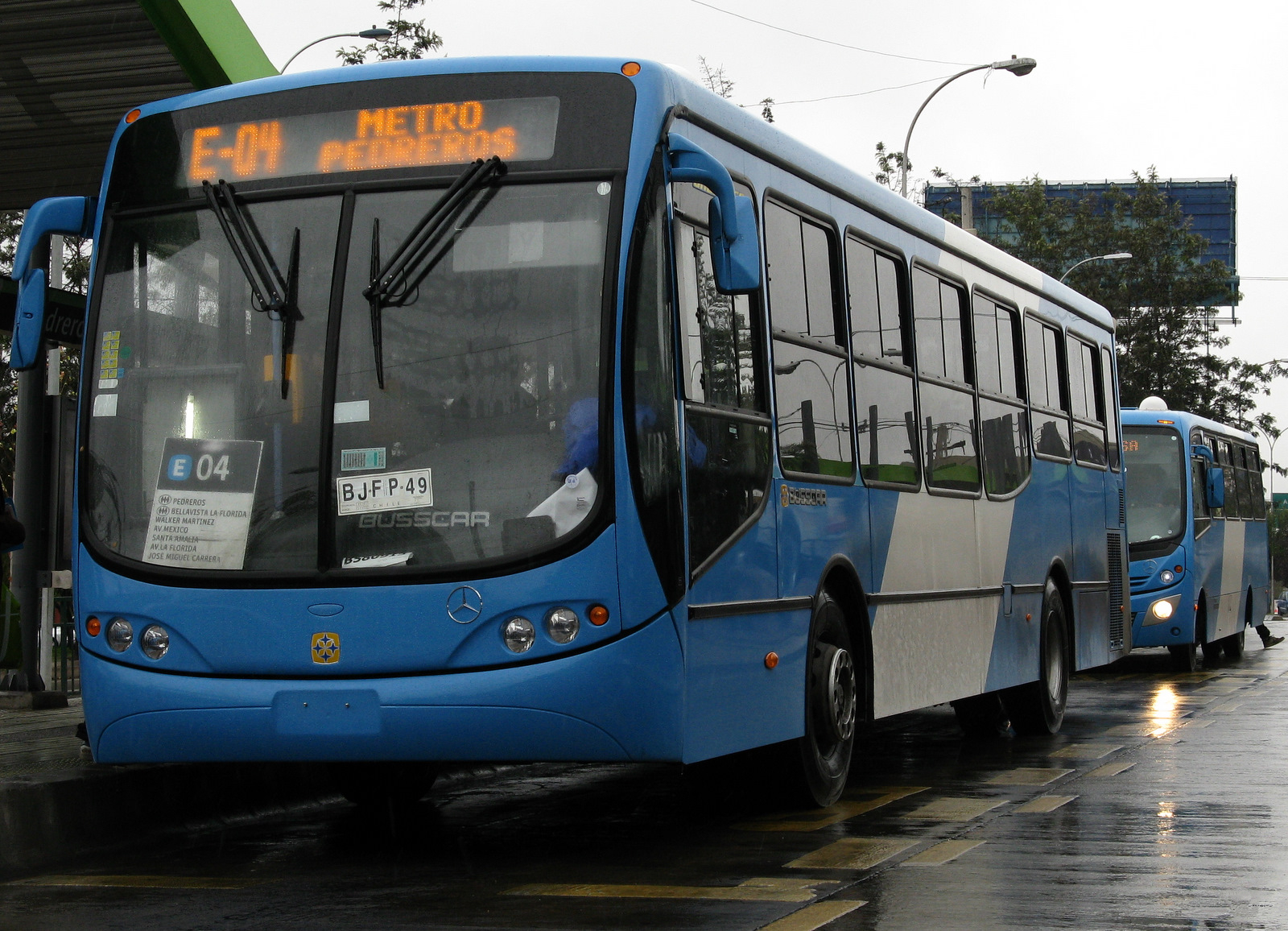

Interurbanos

### Modelos antiguos

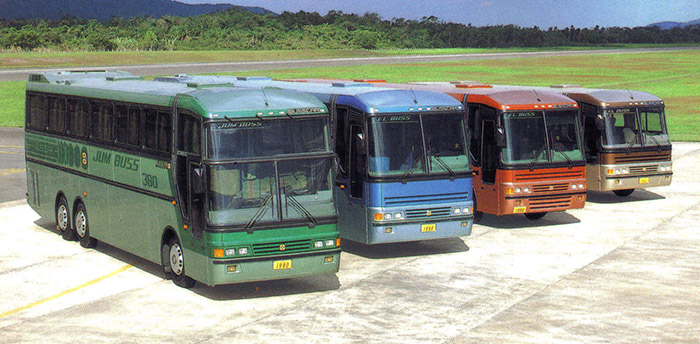
Línea de autobuses carreteros de Busscar, años 90.

Urbanos
- Nielson Urbanus
- Busscar Urbanus I
- Busscar Urbanus II
- Busscar Urbanus II SS
- Busscar Micruss I

Interurbanos
- Nielson Diplomata 2.40.
- Nielson Diplomata 2.50.
- Nielson Diplomata 2.60.
- Nielson Diplomata 310.
- Nielson Diplomata 330.
- Nielson Diplomata 350.
- Nielson Diplomata 380.
- El Buss 320 I.
- El Buss 340 I.
- El Buss 360 I.
- Jum Buss 340 I.
- Jum Buss 360 I.
- Jum Buss 380 I.
- Jum Buss 340T I.
- Jum Buss 360T I.
- Jum Buss 380T I.
- El Buss 320 II.
- El Buss 340 II.
- Jum Buss 360 II.
- Jum Buss 380 II.
- Jum Buss 400 Panorâmico.
- Panorâmico DD.
- Interbus.
- Vissta Buss.